# ラ・ボワシエール＝シュル＝エヴル
ラ・ボワシエール＝シュル＝エヴル （La Boissière-sur-Èvre）は、フランス、ペイ・ド・ラ・ロワール地域圏、メーヌ＝エ＝ロワール県のかつて存在したコミューン。

## 地理
モージュ地方にあるアンジューのコミューンで、ラ・シャペル・サン・フロランの南西に位置する。ブジエからサン＝レミ＝アン＝モージュをつなぐ県道152号線が通る。

## 由来
1146年にはBusseria、1163年にBusserium、その後La Boissière-Saint-Florent、1883年より現在の名称となった。
2つの世界大戦の戦間期には、コミューンの名がまだLa Bouessière-sur-Evreとつづられていた。これは伝統的なアンジュヴァン語（オイル語の一種）のモージュ方言であった。

## 歴史
ヴァンデ戦争の間、コミューンを通過した地獄部隊が45人の住民の命を奪ったと主張されている。
普仏戦争での死者は1人であった。第一次世界大戦では、25人の住民が戦死した。第二次世界大戦では住民1人が殺害された。
2014年、自治体間連合に属するコミューンが合併してコミューン・ヌーヴェルとなる計画が浮上した。2015年7月6日、自治体間連合内のコミューン議会でコミューン・ヌーヴェル創設が可決された。これにより、モントルヴォー＝シュル＝エヴルが2015年12月15日に誕生することになった。2015年10月5日、コミューン・ヌーヴェル創設は正式に県条例で認められた。

## 人口統計
| 1962年 | 1968年 | 1975年 | 1982年 | 1990年 | 1999年 | 2006年 | 2012年 |
| ------ | ------ | ------ | ------ | ------ | ------ | ------ | ------ |
| 410    | 420    | 347    | 321    | 365    | 367    | 381    | 428    |

source=1999年までLdh/EHESS/Cassini、2004年以降INSEE